# Amazoneura westfalli
Amazoneura westfalli – gatunek ważki z rodziny łątkowatych (Coenagrionidae). Występuje w północno-zachodniej Ameryce Południowej – stwierdzony w Ekwadorze i północnym Peru (region Loreto).